# Seyyed Abdollah Behbahani
Pour les articles homonymes, voir Behbahani.
Seyyed Abdollah Behbahani (1840-1910), est un religieux chiite, et l’un des leaders du mouvement constitutionnel iranien au début du XXe siècle.

## Biographie
Abdollah Behbahani est né dans une famille de religieux en 1840, à Nadjaf, dans l’Empire ottoman. Son père avait rencontré le Chah d'Iran Nasseredin Shah lors d’un pèlerinage à Nadjaf avant de le rejoindre à sa cour, à Téhéran, où il avait ensuite obtenu la charge de Faqîh. Seyyed Abdollah hérita de ce statut à la mort de son père, en 1878.
Il a par la suite été l’un des acteurs notables de la révolution constitutionnelle en Iran (1906). 
Mozaffaredin Shah Qajar, signataire de l'ordonnance créant le Majles-e Shora-ye Melli, (« Assemblée Consultative Nationale », chambre basse), envoyait son fils, le futur Mohammad-Ali Shah, auprès de ce dignitaire religieux pour le consulter sur les problèmes politiques du pays. Son influence était telle que la population le surnommeait Shah Abdollah. Après Mozaffaredin Shah, son fils Mohammad-Ali, prend la partie des anti-constitutionnalistes et ferme le Majless, arrête les délégués des provinces (les parlementaires) et cela avec l'aide des troupes russes qui sont basées à Téhéran et qui servent l'armée du Shah comme conseillers.
Seyed Abdollah Behbahani et Seyed Mohammad Tabatabaï, deux des trois grands religieux installés à Téhéran.
L'ayatollah Behbahani s'allie dès la première heure au mouvement d'opposition. Il part au Bagh-e Shah, où il est agressé par les troupes. C'est là qu'il prononce un message adressé au Shah, resté célèbre : « Vous pouvez m'assassiner mais vous devez me respecter ».
Behbahani qui était parmi les grands chefs religieux, demanda à Eiyn addoleh  la libération de toutes couches sociales. Mais à sa demande, le chancelier a dit « je ne les ai pas arrêtés conforment à vos désirs pour ensuite les libérer selon votre volonté ».  
Sans avoir été élu, il est toujours présent aux réunions du Majless et prend la parole, même si cela n'est pas prévu par le règlement intérieur. Il devint membre du Majles à la deuxième assemblée, après la tentative de Mohammad-Ali Shah de mettre fin à la vie parlementaire, en bombardant l'assemblée. Il est assassiné dans sa maison par Heydar Amou Oghli et Rajab Saraï, en 1910. Des membres de sa famille ont continué à jouer un rôle important dans l'histoire de l'Iran. 
Avec Sattar Khan, Bagher Khan, et l'ayatollah Tabatabayi, il est connu comme les pères de la constitution et de la restauration de la monarchie constitutionnelle en Iran.